# Naevolus
Naevolus is een geslacht van vlinders van de familie dikkopjes (Hesperiidae), uit de onderfamilie Hesperiinae.

## Soorten
- N. naevus Evans, 1955
- N. orius (Mabille, 1883)